# Ritrova te stesso
Ritrova te stesso (Black Box) è film del 2020 diretto da Emmanuel Osei-Kuffour Jr..
Pellicola horror e fantascientifica prodotta dalla Blumhouse Productions e distribuita in tutto il mondo da Prime Video. Il protagonista è interpretato da Mamoudou Athie.

## Trama
Nolan è un uomo che presenta una forte amnesia a causa di un terribile incidente stradale in cui sua moglie ha perso la vita. Nonostante i gravi problemi di memoria continua a vivere insieme alla sua bambina Ava, aiutato soltanto dal migliore amico Gary, medico ortopedico. L'uomo si ritrova a farsi gestire completamente dalla sua bambina e perde il lavoro come fotoreporter perché i suoi scatti non sono più all'altezza dei suoi vecchi lavori. Nolan sviluppa inoltre alcune caratteristiche che non aveva mai avuto in passato: dimentica di andare a prendere sua figlia a scuola e ha dei piccoli scatti di violenza in cui perde il controllo. Inoltre inizia ad infastidirsi di alcuni dei rituali propri della sua routine familiare che sono invece tanto cari alla figlia. Per cercare di recuperare la memoria, Nolan dopo vari inutili tentativi con la medicina tradizionale, inizia a seguire una terapia sperimentale con la dottoressa Brooks, la quale ha messo a punto una particolare strategia d'ipnosi che gli permette di rivivere i suoi ricordi più importanti.
Le visioni di Nolan sono tuttavia diverse da quelle che si aspettava: l'uomo vede luoghi che gli sembrano familiari ma che sono diversi da quelli in cui ha sempre vissuto, non riesce a visualizzare le facce delle persone con cui interagisce e soprattutto viene attaccato ogni volta da una creatura antropomorfa che cammina in un modo strano, come se fosse un animale. Ogni volta l'uomo si sveglia di soprassalto, tuttavia la dottoressa insiste nel continuare con le sedute: la donna afferma che soltanto combattendo quel mostro creato dalla sua mente potrà vincere il suo deficit, e che presto ricomincerà a visualizzare i volti delle persone a lui care. Più Nolan va avanti, però, più gli sembra di vedere ricordi non suoi e inizia a manifestare atteggiamenti diversi da quelli che aveva in passato. Dopo aver messo a fuoco il volto della donna che sposa nelle sue visioni, Nolan riesce a individuare dove si trova l'appartamento che appare nei suoi ricordi. Recatovisi scopre che la donna della visione è ancora viva e ha una bambina dell'età di Ava.
Preoccupato dagli atteggiamenti strani dell'amico, Gary scopre che la dottoressa Brooks era presente quando Nolan fu portato in ospedale dopo l'incidente e che era stata proprio lei a rianimarlo nel suo laboratorio. In quello stesso momento, durante una seduta più lunga del solito, Nolan si rende conto di essere in realtà Thomas, il figlio della dottoressa di cui la stessa aveva tracciato e salvato le onde cerebrali prima che morisse, per poi impiantarle nel corpo di Nolan, quando a questo era stata dichiarata la morte cerebrale. Constatato con sgomento  di aver sottoposto quella famiglia ad alcune violenze, l'uomo vuole rimediare: affida dunque Ava a Gary nonostante le proteste di entrambi e si presenta a casa di Miranda. Qui, avendo le sembianze di Nolan, si presenta come un collega universitario di Thomas, e dopo avere rivelato la verità la donna reagisce con paura e sgomento, spingendo così il marito a notare che tutte le foto che lo ritraevano sono state rimosse dall'appartamento. Thomas diventa allora violento e, quando pretende di andare in camera di sua figlia, Miranda lo tramortisce. L'uomo si risveglia davanti a casa di Gary, ai piedi dell'amico e di Ava, ma scappa subito via per tornare nello studio della dottoressa Brooks.
La dottoressa lo sottopone ad un'ultima seduta con lo scopo di cancellare da lui gli accessi di violenza: nella sua visione scopre con sgomento che la creatura antropomorfa è in realtà ciò che rimane di Nolan. La Brooks afferma che si tratta soltanto di una proiezione della sua mente e lo sprona ad affrontarla fisicamente: il carattere remissivo di Nolan gli impedisce di reagire, e così Thomas sta quasi per ucciderlo. Proprio in quel momento, però, Ava e Gary irrompono nel laboratorio: la reazione di Nolan alla voce di sua figlia è per Thomas la conferma che l'uomo sia ancora vivo e che sua madre gli ha mentito. Thomas è combattuto ma, dopo aver ricordato di essere stato ucciso da Miranda mentre stava per aggredire la loro bambina, decide di lasciare il controllo del corpo al suo legittimo proprietario: appena sveglio, Nolan riesce finalmente a eseguire il suo "saluto speciale" ad Ava, e va via con lei e Gary. Quest'ultimo distrugge l'apparecchiatura della Brooks affinché la dottoressa cessi i suoi esperimenti, dopo di che la donna viene licenziata dall'ospedale.
Nolan, Ava, Miranda e Gary tornano tutti alla vita normale, tuttavia la dottoressa Brooks continua da casa a portare avanti i suoi esperimenti sulle onde cerebrali di Thomas.

## Produzione
Il film è il primo di 8 lavori frutto di una collaborazione fra BlumHouse Television e Amazon Studios. Le riprese si sono svolte a New Orleans.

## Distribuzione
Il film è stato distribuito a partire dal 6 ottobre 2020, in contemporanea a The Lie.

## Accoglienza
Sull'aggregatore Rotten Tomatoes il film riceve il 72% delle recensioni professionali positive con un voto medio di 6,3 su 10 basato su 61 critiche, mentre su Metacritic ottiene un punteggio di 62 su 100 basato su 11 critiche.